# Antiguitats judaiques
Antiguitats judaiques és una obra escrita en grec de l'historiador jueu Flavi Josep, escrita cap als anys 93 - 94. L'obra està destinada a narrar la història dels jueus a un públic gentil, esforçant-se per demostrar que el poble jueu és el més antic de tots els existents. Cobreix un període que abasta des de la creació fins a la revolta anti-romana que es va iniciar l'any 66.
Es divideix en vint llibres, i pren com a model les Antiguitats romanes de Dionís d'Halicarnàs. Els deu primers són una paràfrasi del text de la Bíblia dels Setanta, i cobreixen el període que arriba fins a l'etapa del domini persa. La segona part, que s'inicia amb l'època d'Alexandre el Gran, utilitza fonts tant gregues (Polibi) com jueves (Llibre dels Macabeus). En els llibres XV, XVI i XVII es narra la història d'Herodes el Gran.
L'obra és cèlebre per contenir, en el llibre XVIII, l'únic testimoni històric sobre Jesús de Natzaret que pot datar-se al segle i, el fragment anomenat Testimoni flavià. No obstant això, hi ha dubtes sobre l'autenticitat d'aquest fragment, ja que la majoria dels autors moderns consideren que es tracta d'una interpolació cristiana posterior.
| «                    | Ananies era un saduceu sense ànima. Va convocar astutament al Sanedrí en el moment propici. El procurador Festo havia mort. El successor, Albí, encara no havia pres possessió. Va fer que el sanedrí jutjara a Jaume, germà de Jesús, qui era anomenat Crist, i a alguns altres. Els va acusar d'haver transgredit la llei i els va entregar perquè fossin apedregats. | » |
| — (Ant., XX, ix, 1). | |   |

## Traduccions al català
Existeix un incunable a la Biblioteca Nacional de Catalunya, publicat el 1482 per Nicolau Spindeler, amb el títol Libre de les antiquitats iudaycas.